# Magnée
 (juin 2020).
Si vous disposez d'ouvrages ou d'articles de référence ou si vous connaissez des sites web de qualité traitant du thème abordé ici, merci de compléter l'article en donnant les références utiles à sa vérifiabilité et en les liant à la section « Notes et références ».
Pour l’article ayant un titre homophone, voir Magné.
Magnée (en wallon Mågnêye) est un village et une section de la commune belge de Fléron située en Région wallonne dans la province de Liège.
Le village se trouve à environ 10 kilomètres de la ville de Liège. La commune de Fléron dont il fait partie, est limitrophe des communes wallones de Beyne-Heusay, Blégny, Soumagne, Trooz et Chaudfontaine.
Majoritairement résidentiel, le village connaît assez peu d'activité commerciale. Le centre de Magnée, traversé par la Rue du Village, est occupé par une église dédiée à Sainte Appoline et Saint Antoine de Padoue. On y trouve également une unité de la Fédération des Scouts Baden-Powell de Belgique ainsi qu'un café et une salle des fêtes. 

## Démographie
- Sources : INS, Rem. : 1831 jusqu'en 1970 = recensements, 1976 = nombre d'habitants au 31 décembre.

## Histoire

### Ancien Régime
Ancienne dépendance du domaine royal de Jupille, donnée en 1008 à l'évêque de Verdun par l'empereur Henri II du Saint-Empire, louée en 1266 et vendue en 1297 à l'église de Liège.
Le village appartient à la mense épiscopale.
En matière judiciaire, Magnée est du ressort exclusif de la cour de justice de Jupille.
Magnée a donné son nom au ruisseau qui la longe, la Magne (anciennement la Sous-Magne), qui marque la limite avec la commune d'Olne et qui arrose également en aval la commune de Soumagne.

### Première Guerre Mondiale
Le 6 août 1914, deux jours après le début de l'invasion allemande de la Belgique, les 20e, 35e RI et le 39e RAC -Régiment d'Artillerie de Campagne-de l'armée impériale allemande y passèrent 17 civils par les armes et y détruisirent 14 maisons lors des Atrocités allemandes commises au début cette l'invasion.
Paru en 1919 soit un an seulement après l'armistice, l'ouvrage de Jules de Thier et Olympe Gilbart "Liège pendant la grande guerre", dont le second tome s'intitule "Liège Martyr;  La barbarie germanique dans la province de Liège" donne plus de détails sur les exactions commises dans le village.

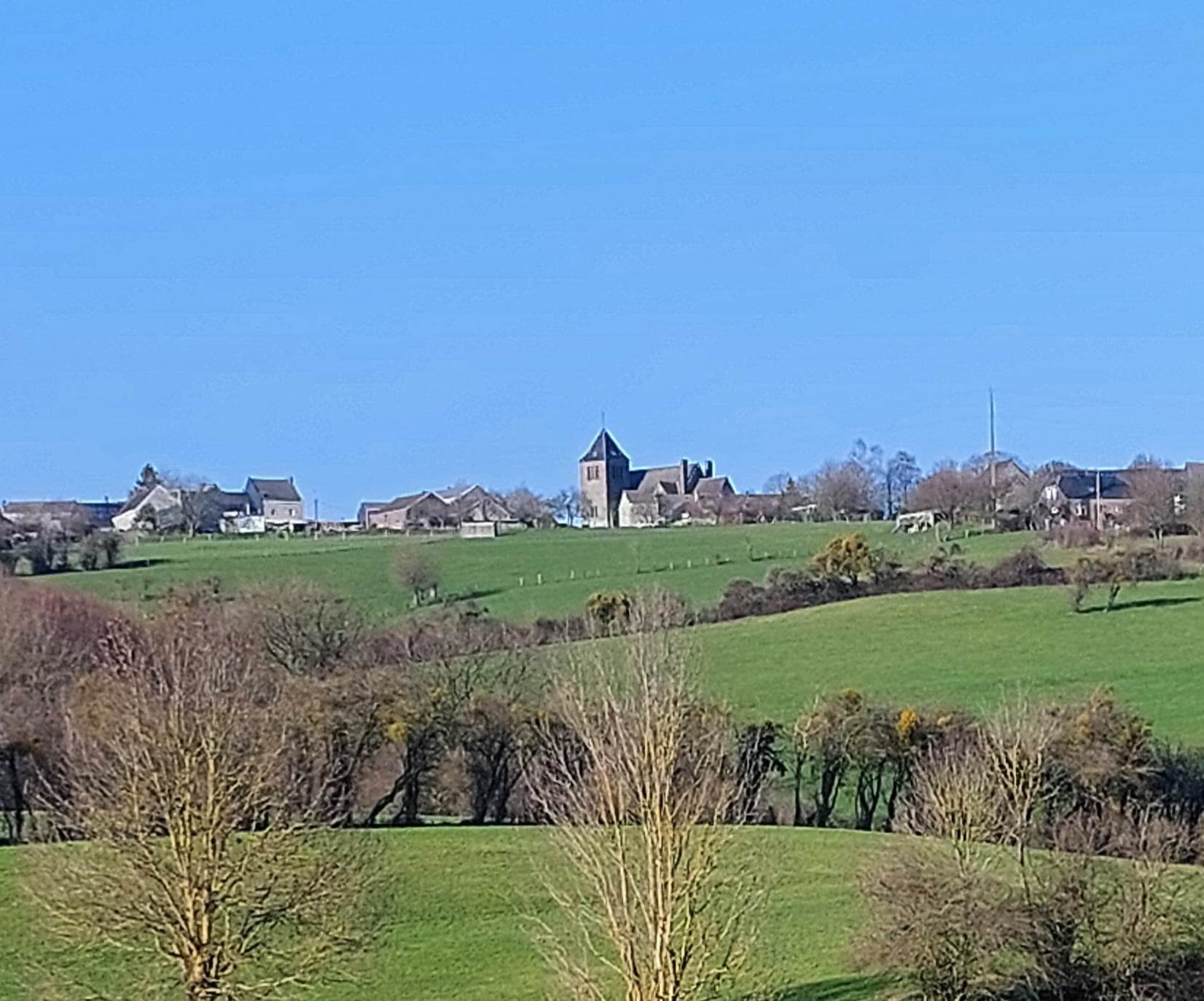
Vue du centre et de l'Eglise de Magnée depuis le sud du village

On y apprend que dans la nuit du 5 au 6 août, les allemands sont allés se mettre à l'abri des obus du fort de Fléron dans un vallon où une route descend sur Trooz par le Bay-Bonnet. C'est le 6 août au matin qu'ils arrivent à Magnée depuis le vieux chemin des heids. En passant dans le village, ils brûlent les maisons Naval et Joyeux et continuent jusqu'à la ferme Spirlet où ils exécutent le domestique. Les soldats incendient ensuite la ferme Neuray puis arrivent au centre du village devant l'église. Là, ils trouvent 5 civils dans la cave de la maison Clerdain, les 5 hommes sont emmenés et fusillés derrière le chœur de l'église, un seul survit. Les allemands tentent ensuite de brûler la ferme Mercier et les maisons Denis et Lambrette quand leur artillerie est finalement mise en place. Commence alors un échange de tirs entre les obus allemands et ceux du fort de Fléron. Pendant ce temps, les soldats brûlent d'autres maisons et capturent des habitants dont certains sont arbitrairement fusillés. Le curé Wuidar est capturé alors qu'il soigne des blessés à la suite d'un tir d'obus belge. Il assiste impuissant aux exécutions et aux pillages et est finalement relâché. Le 7 août, le fort de Fléron dirige plusieurs tirs sur Magnée, les allemands menacent de fusiller tous les hommes de la petite commune et les villageois pris de panique évacuent les lieux, laissant aux allemands l'occasion de piller les maisons encore debout. Au total, sur les 17 civils morts à Magnée, on compte 16 hommes et une femme, l'âge des victimes allant de 21 à 62 ans.

### Après-guerre
C'était une commune à part entière avant la fusion des communes de 1977. Le village compte 1300 habitants.
- Anciennes fermes en pierre du pays disséminées au cœur du village.
- Tous les premiers week-ends d'octobre y a lieu la fête du fruit.